# 660
660 (DCLX) fue un año bisiesto comenzado en miércoles del calendario juliano, en vigor en aquella fecha.

## Acontecimientos
- Fin del Califato Perfecto. Los Omeyas ascienden al poder, en el Califato de Damasco. División entre suníes y chiíes.

## Nacimientos
- Leoncio, emperador bizantino.

## Fallecimientos
- 1 de diciembre - Eligio, obispo y santo.

## Arte y literatura
- Construcción de San Fructuoso de Montelius (Braga).[1]